# Liste der Vorsitzenden des Ausschusses für Handel und Entwicklung
Diese Liste der Vorsitzenden des Ausschusses für Handel und Entwicklung der Welthandelsorganisation (WTO) führt alle Personen auf, die den Vorsitz des Ausschusses für Handel und Entwicklung der WTO innehatten.
Der Punkt Datum bezeichnet das Treffen des Allgemeinen Rates, bei dem der Konsens über die Person, die das Amt ausüben soll, festgestellt wurde.

## Liste
| Jahr      | Amtsträger                         | Nationalität            | Datum             |        |
| --------- | ---------------------------------- | ----------------------- | ----------------- | ------ |
| 1995      | Haron Siraj                        | Malaysia                | 31. Januar 1995   | [ 1 ]  |
| 1996–1997 | Nacer Benjelloun-Toumi             | Marokko                 | 13. Dezember 1995 | [ 2 ]  |
| 1997–1998 | Dhurmahdass Baichoo                | Mauritius               | 7. Februar 1997   | [ 3 ]  |
| 1998–1999 | Iftekhar Ahmed Chowdhury           | Bangladesch             | 19. Februar 1998  | [ 4 ]  |
| 1999–2000 | Absa Claude Diallo                 | Senegal                 | 16. Februar 1999  | [ 5 ]  |
| 2000–2001 | Ransford Smith                     | Jamaika                 | 8. Februar 2000   | [ 6 ]  |
| 2001–2002 | Nathan Irumba                      | Uganda                  | 9. Februar 2001   | [ 7 ]  |
| 2002–2003 | Toufiq Ali                         | Bangladesch             | 15. Februar 2002  | [ 8 ]  |
| 2003–2004 | Mohamed Saleck Ould Mohamed Lemine | Mauretanien             | 10. Februar 2003  | [ 9 ]  |
| 2004–2005 | Trevor Clarke                      | Barbados                | 11. Februar 2004  | [ 10 ] |
| 2005–2006 | Gomi Tharaika Senadhira            | Sri Lanka               | 15. Februar 2005  | [ 11 ] |
| 2006–2007 | Faizel Ismail                      | Südafrika               | 8. Februar 2006   | [ 12 ] |
| 2007–2008 | Shree Baboo Chekitan Servansing    | Mauritius               | 7. Februar 2007   | [ 13 ] |
| 2008–2009 | Shree Baboo Chekitan Servansing    | Mauritius               | 6. Februar 2008   | [ 14 ] |
| 2009–2010 | Shree Baboo Chekitan Servansing    | Mauritius               | 3. Februar 2009   | [ 15 ] |
| 2010–2011 | Erwidodo Erwidodo                  | Indonesien              | 22. Februar 2010  | [ 16 ] |
| 2011–2012 | Anthony Mothae Maruping            | Lesotho                 | 22. Februar 2011  | [ 17 ] |
| 2012–2013 | Anthony Mothae Maruping            | Lesotho                 | 24. Februar 2012  | [ 18 ] |
| 2013–2014 | Marion Williams (Diplomatin)       | Barbados                | 25. Februar 2013  | [ 19 ] |
| 2014–2015 | Pierre Claver Ndayiragije          | Burundi                 | 14. März 2014     | [ 20 ] |
| 2015–2016 | Bassirou Sene                      | Senegal                 | 20. Februar 2015  | [ 21 ] |
| 2016–2017 | Christopher Onyanga Aparr          | Uganda                  | 24. Februar 2016  | [ 22 ] |
| 2017–2018 | Taonga Mushayavanhu                | Simbabwe                | 7. April 2017     | [ 23 ] |
| 2018–2019 | Diego Aulestia                     | Ecuador                 | 7. März 2018      | [ 24 ] |
| 2019–2020 | Chad Blackman                      | Barbados                | 28. Februar 2019  | [ 25 ] |
| 2020–2021 | Mohammad Qurban Haqjo              | Afghanistan             | 3. März 2020      | [ 26 ] |
| 2021–2022 | Muhammad Mutajaba Piracha          | Pakistan                | 4. März 2021      | [ 27 ] |
| 2022–2023 | Usha Chandnee Dwarka-Canaby        | Mauritius               | 24. Februar 2022  | [ 28 ] |
| 2023–2024 | José Sánchez-Fung                  | Dominikanische Republik | 7. März 2023      | [ 29 ] |
| 2024–2025 | Ram Prasad Subedi                  | Nepal                   | 22. März 2024     | [ 30 ] |
| 2025 -    | Mzukisi Qobo                       | Südafrika               | 18. Februar 2025  | [ 31 ] |